# Ваппингеры

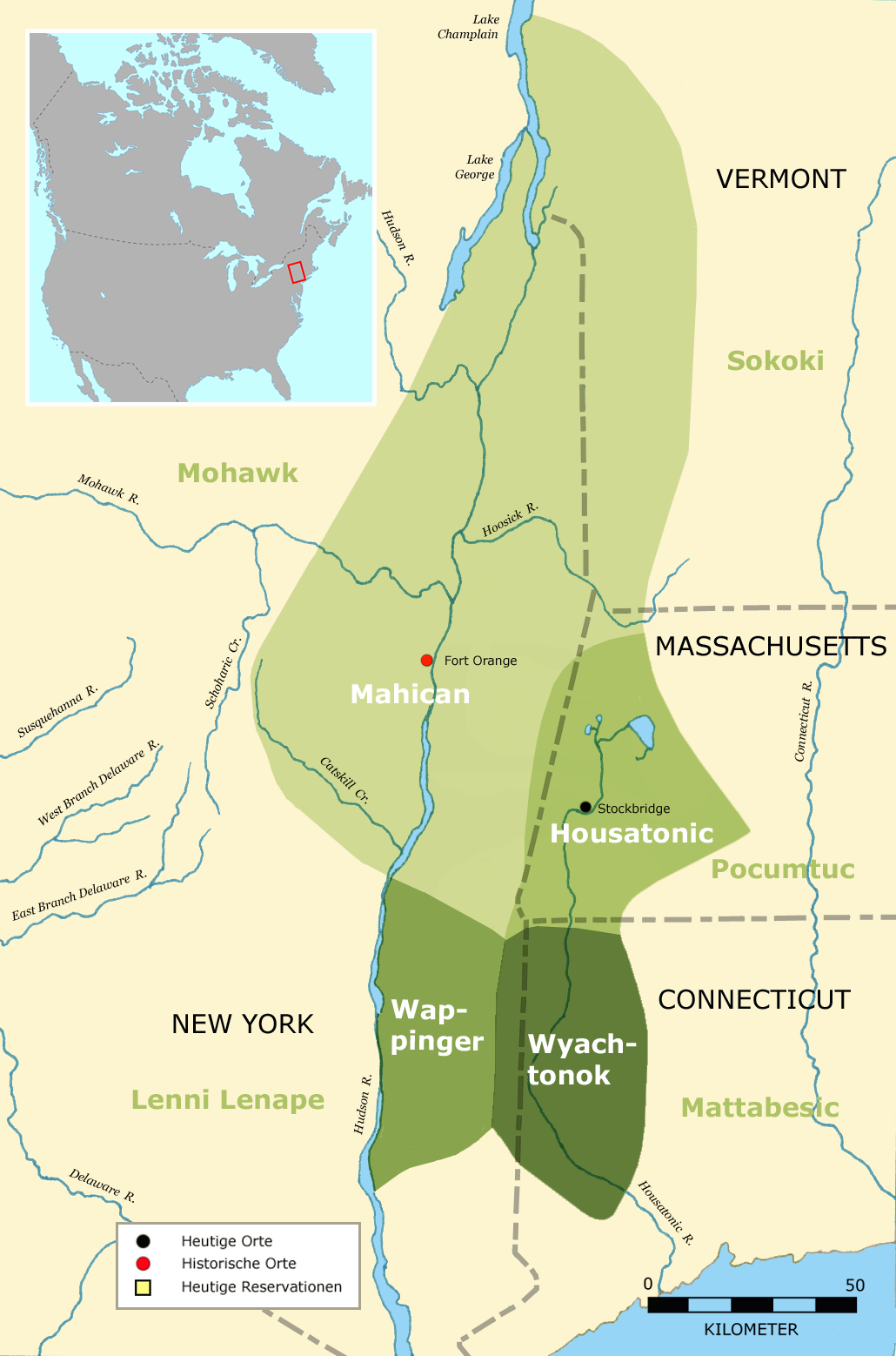
Традиционная территория ваппингеров

Ваппингеры (англ. Wappinger) — индейское племя, которое в XVII веке населяло южную часть штата Нью-Йорк и запад Коннектикута.

## Группы
Ваппингеры образовывали семь отдельных групп, которые были слабо связаны между собой.
- Ваппингеры — проживали в двух селениях на восточном берегу реки Гудзон на территории современного округа Датчесс.
- Китчаванки — жили на севере современного округа Уэстчестер в большой укреплённой деревне[4].
- Ночпимы — обитали в четырёх поселениях на юге современного округа Датчесс и северо-западе Патнама.
- Синтсинки — жили в двух деревнях на территории современного округа Уэстчестер.
- Сиваной — обитали в пяти поселениях: на юге современного округа Уэстчестер и на юго-западе Фэрфилда.
- Танкитеке — жили в пяти поселениях: на западе округа Фэрфилд, на севере округа Уэстчестер, на востоке округа Патнам и юго-востоке округа Датчесс.
- Векуэсгики — обитали в семи деревнях на юго-западе современного округа Уэстчестер[5].

## История
Первый контакт ваппингеров с европейцами произошёл в 1609 году, когда экспедиция Генри Хадсона достигла этого района на «Халве Мане». Когда голландцы начали селиться в этом районе, они оказали давление на ваппингеров, живших на территории современного штата Коннектикут, чтобы они продали свои земли и переселялись дальше на север и запад.
В августе 1641 года Клас Свитс, пожилой швейцарский иммигрант, был убит ваппингерами. Свитс управлял популярным общественным заведением, часто посещаемым европейцами и коренными американцами на нынешнем Манхэттене. Виллем Кифт, генерал-губернатор Новых Нидерландов, решил использовать это событие в качестве предлога для начала войны с ваппингерами. 5 февраля 1643 года Кифт возглавил отряд вооружённых солдат и атаковал поселение индейцев. Было убито около 80 ваппингеров, ещё 30 человек было захвачено в плен. Позже их казнили в Новом Амстердаме. Эти действия генерал-губернатора привели к вооружённому конфликту, который длился два года и стал известен как Война Кифта. Объединившись с ирокезами и махиканами, голландцы победили ваппингеров к 1645 году. Мохоки и голландцы убили около 1 600 ваппингеров за два года войны. В апреле 1645 года сахемы ваппингеров, синтсинков, векуэсгиков и ночпимов явились в форт Амстердам для заключения мира.
По большей части ваппингеры, оставшиеся на нижнем Гудзоне, пытались избежать дальнейших конфликтов с голландцами, и в 1649 году векуэсгики отказался от своих притязаний на земли в северной части Манхэттена. В 1655 году ваппингеры вступили в свою последнюю большую конфронтацию с голландцами и участвовали трёхдневном сражении, в результате которого погибло 100 поселенцев и 60 ваппингеров. Отношения между индейцами и европейцами ещё более обострились. Ваппингеры, жившие к востоку от Гудзона, были вынуждены продать более 400 км² земли в период с 1683 по 1685 год. По мере того как их земли и численность сокращались, ваппингеры покидали долину Гудзона и переселялись в другие места. Многие отправились на север и поселились в Шагтикоке на верхнем Гудзоне или в деревнях махиканов недалеко от Стокбриджа. Другие переехали на север современного штата Нью-Джерси и постепенно были поглощены манси-делаварами. К 1730-м годам в нижней части долины Гудзона осталось всего несколько сотен ваппингеров.

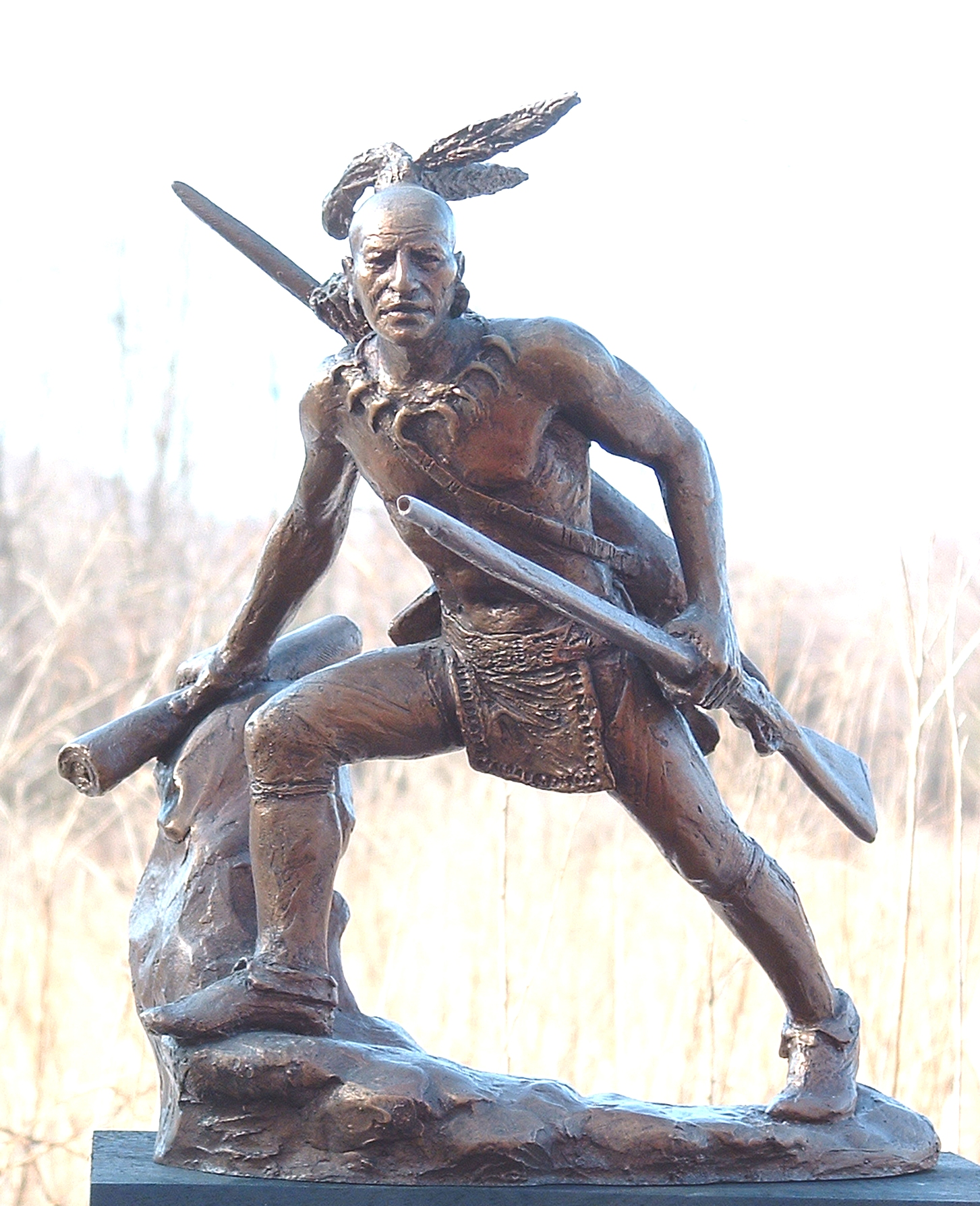
Скульптура последнего вождя ваппингеров

В 1766 году Дэниел Нимхэм, последний сахем ваппингеров, был частью делегации, которая отправилась в Лондон, чтобы ходатайствовать перед лордами торговли и плантаций британской короны о правах на землю и лучшем обращении со стороны британских колонистов. Вернувшись в Америку, он подал иск в суды Нью-Йорка о взыскании земли, взятой без компенсации. Разбирательство было окончательно прервано началом Американской революции.
Когда началась Война за независимость США, махиканы и ваппингеры объединились в стокбриджское ополчение, и стали первыми племенами, выступившими на стороне американцев, войдя в состав Континентальной армии. Дэниел Нимхэм, его сын Эйбрахам и около 40 воинов ваппингеров были убиты или смертельно ранены в битве при Кингсбридже в Бронксе 30 августа 1778 года. Это стало непоправимым ударом по племени, которое и так практически было уничтожено европейскими болезнями.
К 1786 году остатки ваппингеров были вынуждены покинуть Стокбридж и переселиться вместе с онайда в северной части штата Нью-Йорк. По тем же причинам индейцы Бразертона из Коннектикута и Лонг-Айленда присоединились к ним в течение следующих нескольких лет. В последующие годы онайда, индейцы Бразертона и Стокбриджа постепенно уступили свои территории земельным спекулянтам и штату Нью-Йорк. В 1822 году они переехали в резервацию, созданную для онайда близ Грин-Бей, Территория Мичиган. В 1856 году для манси-делаваров и индейцев Стокбриджа и Бразертона была создана отдельная резервация на землях, купленных США у народа меномини.
Сегодня члены федеративно признанной нации стокбридж-манси проживают в основном в своей резервации, где они управляют казино. В 2010 году племя получило два небольших участка, подходящих для казино в штате Нью-Йорк, в обмен на отказ от более крупных претензий на местную землю.

## Население
В 1600 году семь групп ваппингеров насчитывали около 8 000 человек в 30 деревнях. После контакта с европейцами их численность стала быстро сокращаться. Оспа поразила их в 1633-35 и 1692 годах. К 1700 году эпидемии сократили численность всех племён нижнего течения реки Гудзон до 10% от их первоначальной численности. Война также привела к серьёзным потерям, и по меньшей мере 1600 ваппингеров были убиты во время Войны Кифта. Всего несколько сотен ваппингеров остались в нижней части долины Гудзона после 1700 года, и почти все исчезли к 1758 году.
Сегодня в регионе остаётся одна возможная группа ваппингеров — горные рамапо (англ. Ramapough Mountain Indians) на севере Нью-Джерси. Вероятно они являются потомками смеси манси-делаваров, вангунков и части ваппингеров, которая переехала в северный Нью-Джерси в 1660-х годах. Насчитывая 2 500 членов, они получили признание штата, но в 1993 году им было отказано в федеральном статусе.